# Safaria abyssinica
Safaria abyssinica är en tvåvingeart som beskrevs av Richards 1951. Safaria abyssinica ingår i släktet Safaria och familjen hoppflugor.
Artens utbredningsområde är Etiopien. Inga underarter finns listade i Catalogue of Life.